# Точка Фейнмана

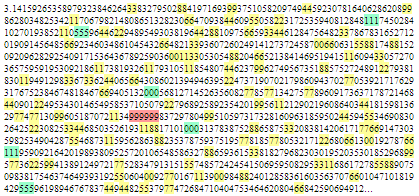
Перші 1300 цифр числа. Цифри, що повторяються, відмічені кольором. Дві цифри відмічені жовтим, три — зеленим, а шість — червоним

Точка Фейнмана — послідовність із шести дев'яток, починається із 762-ї цифри десяткового запису числа {\displaystyle \pi }. Носить ім'я американського фізика Річарда Фейнмана (1918—1988), котрий сказав на одній лекції, що хотів би запам'ятати цифри числа {\displaystyle \pi } до цієї позиції, щоб закінчувати розповідь комусь словами «дев'ять, дев'ять, дев'ять, дев'ять, дев'ять, дев'ять і так далі», ніби припускаючи, що значення числа {\displaystyle \pi } раціональне.

## Статистика
Із випадково вибраних чисел імовірність зустріти шість однакових цифр підряд дорівнює приблизно 0,08 % (наразі невідомо, чи є число {\displaystyle \pi } нормальним числом).
Наступна комбінація шести цифр підряд, знову дев'яток, у числі {\displaystyle \pi } зустрічається на позиції 193 034. На позиції 222 299 можна знайти шість вісімок. Нуль повторюється шість разів на позиції 1 699 927. Послідовність «12345678» зустрічається вже на позиції 186 557 266. Послідовність цифр «141592», яка знаходиться відразу після коми, повторюється на позиції 821 582. Послідовність «123456789», можна зустріти вже тільки на позиції 523 551 502.
Точкою Фейнмана також називають перше виникнення послідовності чотирьох або п'яти ідентичних цифр. Наприклад, точка Фейнмана для цифри 7 — 1589, позиція в числі {\displaystyle \pi }, де сімка вперше повторюється чотири рази підряд.
Точка Фейнмана для основи натуральних логарифмів числа e зустрічається на набагато віддаленішому місці (позиція 384 340), при цьому послідовність включає відразу вісім підряд дев'яток.

## Десяткове представлення
Число пі до точки Фейнмана (включно):
3,1415926535 8979323846 2643383279 5028841971 6939937510 5820974944 5923078164 0628620899 8628034825 3421170679 8214808651 3282306647 0938446095 5058223172 5359408128 4811174502 8410270193 8521105559 6446229489 5493038196 4428810975 6659334461 2847564823 3786783165 2712019091 4564856692 3460348610 4543266482 1339360726 0249141273 7245870066 0631558817 4881520920 9628292540 9171536436 7892590360 0113305305 4882046652 1384146951 9415116094 3305727036 5759591953 0921861173 8193261179 3105118548 0744623799 6274956735 1885752724 8912279381 8301194912 9833673362 4406566430 8602139494 6395224737 1907021798 6094370277 0539217176 2931767523 8467481846 7669405132 0005681271 4526356082 7785771342 7577896091 7363717872 1468440901 2249534301 4654958537 1050792279 6892589235 4201995611 2129021960 8640344181 5981362977 4771309960 5187072113 4999999